# ジルベルト・ゴドイフィリョ
ジルベルト・ゴドイフィリョ（Gilberto Amaury de Godoy Filho、1976年12月23日 - ）は、ブラジルの男子バレーボール選手。ロンドリーナ出身。ポジションはウイングスパイカー。元ブラジル代表。ジバ（Giba）の愛称で知られている。

## 来歴
ジュニア時代から注目され、1993年世界ユース選手権で優勝、1994年世界ジュニア選手権で準優勝に貢献し、MVPを獲得する。1995年にブラジル代表入りし、18歳でワールドカップに出場。地元ブラジルでバレーボールのキャリアを積み重ねた後、2001年にイタリアへ渡りプレーをした。2003年から在籍したセリエAのクーネオでは、2006年のコッパ・イタリアで優勝し、MVPに選ばれた。2007年からロシアスーパーリーグのイスクラ・オジンツォボでプレーし、2009年にスーパーリーガのピニェイロス・サンパウロへ移籍した。
ナショナルチームでは、スピードのあるレフトの平行トスと抜群の守備力を武器に2000年代のブラジルバレー黄金期の中心選手として活躍し、通算308試合に出場。2004年アテネオリンピックで金メダルを獲得するとともに、最優秀選手賞を受賞。また、金メダルを獲得した2006年世界選手権、同年ワールドリーグ、2007年ワールドカップにおいても最優秀選手賞を受賞した。その後キャプテンとしてチームを牽引し2008年北京オリンピックに出場したが、ジバの不調もあって決勝でアメリカに敗れて銀メダルに終わった。
その後再びキャプテンとして2009年ワールドグランドチャンピオンズカップに出場しチームの中心として活躍して優勝、大会2連覇を成し遂げた。その後2010年バレーボール男子世界選手権に出場して大会3連覇を成し遂げたが、ジバがコートに立つことは殆どなかった。しかし、怪我をしながら決勝で最後までトスを上げ続けたブルーノ・レゼンデを試合後讃えるなどチームの精神的支柱として活躍した。
2012年8月のロンドンオリンピックでも2大会連続の銀メダルに終わってしまった。
2018年にバレーボール殿堂入り。

## 人物・エピソード
- 子供時代に数ヶ月の闘病生活を送ったことがある。
- ブラジル代表でセッターのリカルド・ガルシアとは13歳の頃からの親友である。
- 2006年、世界選手権前にブラジルはヨーロッパで調整を行い来日したが、その際にジバはヨーロッパでチームメイトに内緒で優勝したときのお祝いとしてシャンパンを買っていた。
- 2003年に結婚した。妻はルーマニアのバレーボール選手のクリスティーナ・ピルヴである。2004年のアテネオリンピックの大会期間中に、長女が誕生した。愛妻家としても知られており、バレーボールをしているときでも決して指輪をはずすことはない。

## 球歴
- オリンピック - 2004年（金メダル）、2008年（銀メダル）、2012年（銀メダル）
- 世界選手権 - 2002年、2006年、2010年（金メダル）
- ワールドカップ - 2003年、2007年（金メダル）
- ワールドグランドチャンピオンズカップ - 1997年、2001年（準優勝）、2005年（優勝）、2009年（優勝）
- ワールドリーグ - 2001年、2003年、2004年、2005年、2006年、2007年、2009年（優勝）

## 所属クラブ
- Chapecò São Caetano （1996-1997年）
- Olympicus São Caetano （1997-1998年）
- Repot Nipomed （1998-1999年）
- ミナス・ベロオリゾンテ （1999-2001年）
- 4トッリ・フェラーラ・バレー （2001-2003年）
- ピエモンテ・バレー （2003-2007年）
- イスクラ・オジンツォボ （2007-2009年）
- ピニェイロス・サンパウロ （2009-2011年）
- Cimed Florianópolis（2011-2012年）
- Ciudad de Bolívar（2012-2013年）
- FUNVIC Pindam（2013年）
- Al-Nasr SC（2013-2014年）